# Can Montal de la dreta
Can Montal de la dreta és una obra d'Arenys de Mar (Maresme) inclosa en l'Inventari del Patrimoni Arquitectònic de Catalunya.

## Descripció
És una casa de dos cossos d'amplada i de tres plantes, amb teulada a dues vessants. Té dues obertures al primer pis unides per un balcó, un rest de finestres amb arcs de mig punt i ulls de bou a les golfes. Esgrafiats molt acurats a les façanes i reixes i balcó de ferro. La façana a la planta baixa és de pedra, al primer pis està esgrafiada i al segon està arrebossada. Hi ha un gran ràfec que fa de coronament de la façana.